# Big Time Rush (banda)
Big Time Rush es una boy band de música pop estadounidense formada en 2009. El grupo está compuesto por Kendall Schmidt, James Maslow, Logan Henderson y Carlos Pena, Jr. El grupo protagonizó la serie de televisión de Nickelodeon, del mismo nombre. El grupo firmó inicialmente con Nick Records en 2009 antes de transferirse a Columbia Records.
El programa se emitió desde el 28 de noviembre de 2009 hasta el 25 de julio de 2013. El episodio piloto presentó el primer sencillo promocional del grupo, «Big Time Rush». El grupo ha lanzado cuatro álbumes de estudio: BTR en 2010, Elevate en 2011, 24/Seven en 2013, y Another Life en 2023. La banda entró en un hiatus indefinido en 2014 y que finalmente concluyó en diciembre de 2021.
Después de una pausa de 7 años, el grupo lanzó un nuevo sencillo, Call It Like I See It, en diciembre de 2021, y luego Not Giving You Up en febrero de 2022, lo que marcó su regreso.
Big Time Rush ganó el premio al Mejor Grupo en los Kids' Choice Awards en 2012 y luego ganó el premio a la Mejor Actuación en Vivo en los World Music Awards de 2014. Desde 2014, el grupo ha vendido más de 21 millones de discos en todo el mundo.

## Significado del nombre
Los integrantes de Big Time Rush, Kendall Schmidt, James Maslow, Carlos Pena Jr. y Logan Henderson, revelaron que resultó difícil escoger el nombre puesto que querían algo que los identifique. Algunas opciones fueron Big Time Boys, Go Big Time, All 4 One (como todos para uno y uno para todos) e incluso Radio Remedio, pero finalmente se decidieron por Big Time Rush.

## Biografía

### 2007-2009: formación y álbum debut BTR

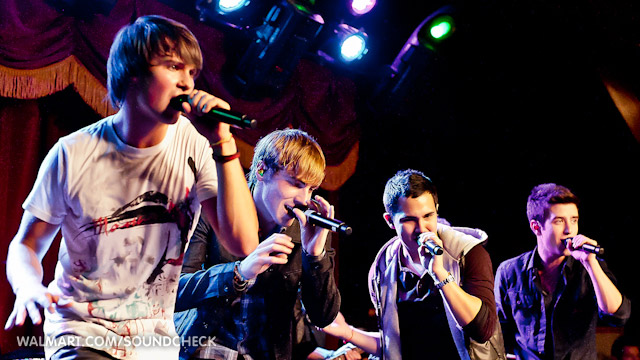
Big Time Rush presentándose en vivo en su Walmart Soundcheck de 2010

Nickelodeon firmó un contrato discográfico con la banda en 2009 simultáneamente con la serie de televisión, del mismo nombre. Entonces, Nickelodeon se asoció con Columbia/Epic Label Group para producir la serie e incluir la música original al programa. Para la serie, su sencillo debut, «Big Time Rush», se publicó el 29 de noviembre de 2009. Anunciada oficialmente por Nickelodeon, la serie se emitió por primera vez en Estados Unidos en noviembre de 2009, hasta que finalmente se estrenó en todo el mundo. Se estrenó durante un avance especial de una hora de la serie y actualmente es el tema de apertura del programa. En la serie también se lanzaron sencillos promocionales como «City is Ours» y «Any Kind of Guy». Big Time Rush también versionó una canción de Play titulada «Famous». La canción fue lanzada en iTunes el 29 de junio de 2010. Otra canción, «Halfway There», fue lanzada en iTunes el 27 de abril de 2010, después de su estreno en la serie. Pronto se convirtió en su primera canción en la lista de éxitos de Billboard Hot 100, alcanzando el número 93 debido a las ventas digitales.
El 21 de septiembre de 2010, Big Time Rush lanzó el segundo sencillo, «Till I Forget About You», para promocionar el lanzamiento de su álbum debut. El álbum, titulado BTR, se publicó el 11 de octubre de 2010. El álbum debutó en el número 3 del Billboard 200, vendiendo 67.000 copias en su primera semana de lanzamiento. El álbum también alcanzó el número 4 en la lista de Internet Albums y el número uno en la lista de Soundtracks. Su tema «Big Night» debutó en la lista Billboard Hot 100 en el número 79, convirtiéndose en su canción más popular. El álbum recibió posteriormente la certificación Gold por las ventas de más de 500.000 copias en Estados Unidos. En noviembre de 2010, se anunció que un especial de Navidad de Big Time Rush se estrenaría a finales de ese mes, y que se lanzaría un EP navideño para coincidir con el episodio. El 30 de noviembre de 2010, lanzaron el EP navideño Holiday Bundle, con dos canciones: «Beautiful Christmas» y la versión de «All I Want for Christmas Is You», interpretada originalmente por Mariah Carey.
El 15 de febrero de 2011, «Boyfriend» fue lanzado como el tercer sencillo oficial de la banda a la radio principal de Estados Unidos. «Boyfriend» alcanzó el número setenta y dos en la lista Billboard Hot 100, convirtiéndose en su canción más exitosa hasta la fecha. Incluso alcanzó el número 30 en la lista de Billboard Pop Songs en marzo de 2011, y también se situó muy bien en las listas de varios países internacionales. Un remix de «Boyfriend» en el que participaron New Boyz se filtró en Internet. Big Time Rush fue nominado al premio Breakthrough Band de MTV en 2011 también. Big Time Rush ha hecho varias apariciones en los Kid's Choice Awards. Su sencillo «Boyfriend» fue nominado a los Premios Oye! en México (similares a los Premios Grammy en Estados Unidos) a la mejor canción internacional en inglés del año. También lanzaron su primer disco recopilatorio «Best Of Season 1», que contiene canciones que se incluyeron en el álbum de estudio publicado anteriormente, «B.T.R.»

### 2011-2012:Elevatey película de televisión
El grupo anunció que grabaría su segundo álbum de estudio, justo después de que Nickelodeon renovara la serie para una tercera temporada. El 22 de julio de 2011, el grupo lanzó un sencillo promocional, «If I Ruled the World» con Iyaz, como anticipo de su segundo álbum, Elevate. Elevate fue lanzado el 21 de noviembre de 2011, y debutó en el número 12 del Billboard 200, vendiendo más de 70.000 copias en su primera semana. Aunque el álbum tuvo una posición máxima más baja que su anterior debut, Elevate vendió muchas más copias en su primera semana respectivamente que el álbum anterior. El primer sencillo, «Music Sounds Better with U», escrito por la banda y Ryan Tedder de OneRepublic, fue lanzado el 1 de noviembre de 2011. La canción alcanzó el número veintiséis en el Mainstream Top 40 de Estados Unidos. El segundo y último sencillo, «Windows Down», fue lanzado el 25 de junio de 2012, y alcanzó el número noventa y siete en el Billboard Hot 100 y el número treinta y cinco en el Mainstream Top 40, haciendo su tercera entrada en el top cuarenta de la lista.
Para promocionar el lanzamiento de su segundo álbum, el grupo realizó su primera gira como acto principal, el Better With U Tour, que tuvo lugar durante dieciséis fechas en varias ciudades de Norteamérica en febrero y marzo de 2012. JoJo fue telonera de Big Time Rush en las primeras cinco fechas, mientras que One Direction fue el telonero en diez de las dieciséis fechas. A finales de febrero, Big Time Rush anunció una gira nacional de verano que comenzaría el 5 de julio en el Nationwide Arena de Columbus Ohio.
El grupo anunció que protagonizaría su largometraje de 2012, Big Time Movie. La película los presenta viajando a Londres, Inglaterra. En Big Time Movie, los cuatro miembros del grupo Big Time Rush se dirigen a Londres para realizar su primera gran gira mundial, pero en su lugar se ven mezclados en una misión para salvar el mundo. La película se estrenó el 10 de marzo de 2012 en los cines de Estados Unidos, mientras que en Alemania se estrenó el 22 de septiembre de 2012. Debido a la promoción, el grupo grabó versiones de canciones de los Beatles y lanzó un EP, Big Time Movie Soundtrack EP. La película recibió críticas entre mixtas y positivas por parte de la mayoría de los críticos de cine contemporáneos, muchos de ellos comparándolos con The Monkees y alabando su imagen divertida y despreocupada. La película fue un éxito de audiencia, teniendo más de trece millones de espectadores durante su fin de semana de estreno.

### 2013-2020:24/Seveny pausa musical
En 2013 Nickelodeon renovó la serie Big Time Rush para una cuarta temporada de 13 episodios, cuya producción comenzó el 7 de enero. La banda también lanzó una canción titulada «Like Nobody's Around», que según el episodio de estreno «Big Time Invasion» esbozaba la historia de las boy bands profesionales, exitosas y totalmente americanas; los Platters, los Temptations, Jackson 5, New Kids on the Block, Backstreet Boys, y NSYNC, en respuesta a la invasión británica del acto rival, y enormemente exitoso One Direction. El 15 de abril, en una entrevista en Cambio, Big Time Rush anunció que su tercer álbum de estudio, 24/Seven saldría a la venta en algún momento a principios de junio de 2013 y que la cuarta temporada de Big Time Rush se estrenaría el 2 de mayo de 2013. El 18 de abril, Big Time Rush reveló que 24/Seven saldría a la venta el 4 o el 11 de junio de 2013. El 20 de abril, se filtraron nueve temas del álbum (además de «Song for You» sin la voz de Karmin y «Get Up» con solo la voz de Schmidt). El 4 de junio, EW publicó en línea la versión completa de 10 canciones de 24/Seven. La versión Deluxe de 24/Seven también se filtró en YouTube junto con una versión diferente del tema «Love Me Again».
24/Seven salió a la venta el 11 de junio de 2013, la portada del álbum y la lista de canciones se revelaron el 29 de abril de 2013. 24/Seven tuvo menos éxito comercial que Elevate. Incluía canciones como el tema titular up-tempo «24/Seven» y la balada roquera «We Are». Aun así, Big Time Rush fue nominado al mejor grupo del mundo, al mejor álbum y al mejor acto en directo en la ceremonia celebrada en Montecarlo (Mónaco) en el recinto Salle des Etoiles para la 22.ª edición de los World Music Awards por su continuo éxito mundial con la banda y su lanzamiento de 24/Seven. Más tarde se confirmó esa misma noche después de la entrega de premios que Big Time Rush había ganado el trofeo al mejor acto en vivo del mundo, convirtiéndolos en el primer y único acto y/o artista de Nickelodeon en la historia en ganar un trofeo de los World Music Awards.
En 2013, tras el final de la emisión de la serie de televisión Big Time Rush, los miembros del grupo continuaron de gira hasta marzo de 2014 y, posteriormente, pusieron la banda en un hiatus indefinido, pasando a seguir carreras en solitario. Schmidt declaró en ese momento que les gustaría volver a juntarse como banda si tienen una oportunidad. Kendall Schmidt reformó posteriormente la banda Heffron Drive con Dustin Belt en mayo de 2013.
La banda entró en una pausa indefinida en 2014 que duró hasta 2021, cuando el grupo reanudó las actuaciones en directo y lanzó el sencillo «Call It Like I See It».

### 2020-presente: Regreso y Another Life
El 20 de abril de 2020, la banda se reunió virtualmente, ya que subieron un vídeo en las plataformas de medios sociales de la banda, compartiendo algunos deseos a sus fanes sobre la pandemia de COVID-19. El 16 de junio, la banda lanzó una versión acústica de «Worldwide». En diciembre de 2020, el miembro James Maslow subió un vídeo de la banda interpretando su canción «Beautiful Christmas» a través de YouTube.
El 19 de julio de 2021, el grupo publicó un vídeo anunciando actuaciones de reunión que tuvieron lugar en diciembre de 2021. El grupo lanzó el sencillo «Call It Like I See It» el 13 de diciembre de 2021, marcando el primer lanzamiento del grupo desde 2013.
El 21 de febrero de 2022, la banda anunció en Good Morning America que realizarían una gira de reunión a lo largo de 2022. Cuatro días después, la banda lanzó otro sencillo llamado «Not Giving You Up». El 30 de abril de 2023, la banda anunció el título y la lista de canciones de su próximo álbum Another Life, que sale a la venta el 9 de junio de 2023. pero, debido a la alta demanda del álbum, se decidió adelantar su lanzamiento al 2 de junio de 2023.

## Arte

### Estilo y temas musicales
Debido a que el grupo está asociado a la serie de televisión y a la cadena infantil Nickelodeon, se les ha presentado como un grupo «para niños», pero tienen diferencias musicales. En una reseña de su primer álbum de estudio, BTR, Jessica Dawson de Common Sense Media escribió: «Big Time Rush destaca, no sólo por su encanto y su buen aspecto, sino porque su música es una mezcla genial de synth-pop, hip-hop, y armonías de boy-band.» El sonido de la banda se describe como «pop-inspirado en el dance-rock».

### Imagen Pública
El grupo ha sido comparado con otras boy bands de la época como One Direction y the Wanted. Michael O'Connell de The Hollywood Reporter dijo «One Direction no es más que un grupo de esta moda resistente y atemporal. Siguen el reciente éxito de sus compatriotas británicos [The Wanted] y la creación de Nickelodeon [Big Time Rush]. Uno [One Direction] es una casualidad. Dos [The Wanted] es una coincidencia. Y tres [Big Time Rush] es una tendencia que quiere engendrar a sus hijos no nacidos». Melinda Newman de The Washington Post declaró «En la gran tradición de las bandas de chicos, estos actos comparten ciertos rasgos con sus ancestros pop de fabricación similar: Los miembros de The Wanted y Big Time Rush se presentaron a un casting para conseguir sus papeles. Los miembros de One Direction fueron reunidos por Simon Cowell después de probar individualmente para la edición británica de The X Factor». Sin embargo, los comparó positivamente con The Monkees diciendo «Big Time Rush es similar a The Monkees con su propia serie de televisión como plataforma de lanzamiento, y el grupo atrae a niños, preadolescentes, adolescentes y adultos. También se les acredita como el grupo de pop que ha vuelto a recuperar el crédito, la relevancia, y por relanzar a las boy bands de nuevo al ojo del público.»
En la encuesta de 2012 de Parade, Big Time Rush fue elegida la «Mejor banda de chicos del mundo», superando a One Direction y The Wanted. Se emitieron más de 800.000 votos. La banda apareció en la portada del número del 5 de agosto de 2012 de Parade, que fue un éxito nacional de ventas. En el mismo número se publicó una entrevista y un set de fotos en los que se destacaba la victoria del grupo que coincidía con el galardón. El sitio web de la revista también incluyó al grupo en su lista de «Mejores bandas de chicos de todos los tiempos», junto con NSYNC y los Backstreet Boys. Big Time Rush ha sido galardonado y reconocido en múltiples ocasiones por los principales medios de comunicación a lo largo de su trayectoria como grupo.
Debido a su extrema popularidad y éxito en todo el mundo (junto con ser fuertemente acreditados como una de las bandas que ayudaron a traer de vuelta la ola de las boy bands) la revista Washington Times clasificó a Big Time Rush en el número 15 de su «Top 20 de las mejores boybands de la década» en 2012, y en el número 28 de la lista POP! Goes The Charts de las «40 mejores boy bands de los últimos 25 años» en 2013.
En una entrevista para Toronto Sun, Carlos PenaVega habló sobre el impacto del grupo tanto en la música como en la televisión: «Creo que la música podría valer por sí sola, pero no sé si sería tan poderosa. El programa ha sido sin duda nuestra principal audiencia. Nos ven cuatro millones de niños. Cuando pones una canción, la escuchan cuatro millones de niños. Cuando pones una canción en la radio, no la van a escuchar cuatro millones de personas. Estar en Nickelodeon es una bendición y una maldición: nos ha llevado a donde estamos, aunque algunas personas se muestren reacias a nosotros por eso. Pero tenemos que estar agradecidos de que Nickelodeon nos haya dado esta oportunidad. Abandonar el programa no sería la mejor idea».

## Giras

### Big Time Rush in Concert
Big Time Rush in Concert es la primera gira de la banda Big Time Rush como acto principal que sirvió para promocionar su primer disco B.T.R.. La mayor parte del recorrido fue en Estados Unidos e igual la mayoría de las fechas fueron en varios festivales de radio, ferias estatales y parques de atracciones. La banda también tocó conciertos en Inglaterra y Alemania. La gira comenzó el 19 de abril de 2011 en Londres, Inglaterra y finalizó el 13 de diciembre de 2011 en Duluth, Estados Unidos.

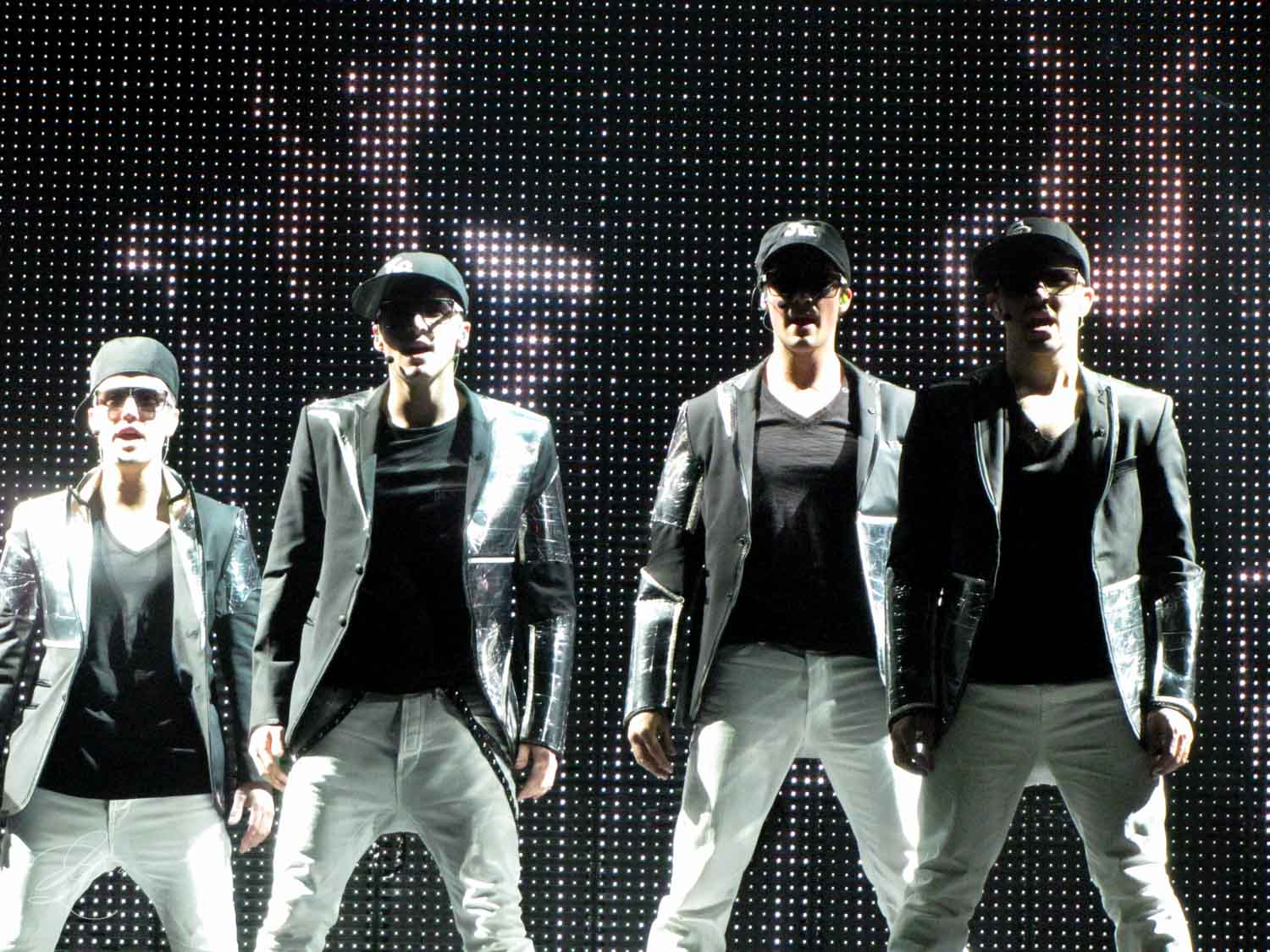
Big Time Rush actuando en vivo en el 1st Bank Center de Broomfield, Colorado el 2 de febrero de 2012

### Better With U Tour
Better With U Tour es la segunda gira musical de Big Time Rush como acto principal y sirvió para promocionar su segundo álbum de estudio Elevate, esta gira se llevó a cabo en los Estados Unidos y en Canadá, iniciando el 17 de febrero de 2012 en Las Vegas, Nevada. La gira fue anunciada por primera vez el 9 de noviembre de 2011 por la banda durante una entrevista con Ryan Seacrest.

### Big Time Summer Tour
Big Time Summer Tour es la tercera gira de la banda estadounidense Big Time Rush. La gira se inició oficialmente el 5 de julio de 2012 en el Nationwide Arena en Columbus, Ohio y concluyó el 11 de octubre de 2012 en el Figali Convention Center de la ciudad de Panamá. La gira incluye ciudades en Estados Unidos y Canadá así como el debut de la banda en México, Brasil, Perú, Argentina, Chile y Panamá y en como acto principal, aunque la banda se ha presentado anteriormente en México como el acto de apertura de Justin Bieber en su My World Tour. La gira fue anunciada por primera vez por la banda mediante el programa radial de Ryan Seacrest mediante un video. La preventa de la boletería se inició el 10 de marzo de 2012.

### Summer Break Tour
Summer Break Tour es la cuarta gira de la banda estadounidense Big Time Rush. El 29 de marzo de 2013 por medio del portal web de Ryan Seacrest, la banda anunció el comienzo de su nueva gira de conciertos por los Estados Unidos llamada Summer Break Tour, que dio inicio el 21 de junio de 2013 en Los Ángeles, California. Para esta ocasión estuvieron acompañados de su coestrella del canal Nickelodeon, Victoria Justice, durante algunas fechas de la gira en Estados Unidos, siendo Jackson Guthy y Olivia Somerlyn los teloneros. También tuvieron un par de fechas en México visitando Monetrrey el 15 de agosto de 2013 y la Ciudad de México el 14 de agosto de 2013, siendo su telonero Jet-Lag. Esta gira sirvió para promocionar las canciones de su nuevo álbum 24/seven. Los chicos dijeron en una entrevista que en esta gira tuvieron como objetivo conectarse más con sus fanes y que ellos también participen. Algunas canciones que se tocaron fueron «Windows Down», «24/Seven», «Na Na Na», «Crazy For U», «Amazing», «Run Wild», «We Are», «Time Of Our Life», entre otras.

### Big Time Rush Live 2014 World Tour y pausa
Big Time Rush Live 2014 World Tour es la quinta gira de la banda estadounidense Big Time Rush. La banda anunció algunas fechas para febrero en su página web oficial

### Big Time Rush Live!
Big Time Rush Live! es una mini gira de Big Time Rush por los Estados Unidos y comenzó de manera oficial el 13 de diciembre en Philadelphia. Es la primera gira del grupo en 8 años.

### Forever Tour
El Forever Tour es la séptima gira oficial de la banda. El nombre se da a conocer oficialmente el día 21 de febrero en su presentación en el programa Good Morning America de la cadena ABC.

### Can't Get Enough Tour
El Can't Get Enough Tour es la octava gira musical de la banda. El grupo anunció que saldrá nuevamente de gira por Estados Unidos y México como los primeros países incluidos en su presentación en el Today Show de NBC el 6 de febrero de 2023 donde presentaron su nuevo sencillo del mismo nombre, también se anunció que los boletos para la gira saldrían a la venta el día 10 de febrero de 2023. Los actos de apertura para esta nueva gira son los cantantes Max Schneider y Jax.

### UK & Europe Tour 2024
El 29 de enero de 2024 el grupo anunció mediante sus redes sociales su próxima gira de verano, el UK & Europe Tour 2024 que llevara a la banda por primera vez al continente Europeo en más de una década desde su última presentación en dicho continente en 2011. La preventa de entradas para la gira comenzó el 31 de enero de 2024. Las entradas para la gira salieron a la venta el 2 de febrero de 2024, vendiéndose a pocas horas de haber salido a la venta. La banda anuncio mediante su cuenta de Instagram que estaban considerando agregar más fechas para la gira.

### In Real Life Worldwide Tour
El jueves 20 de febrero, la banda anunció de forma oficial su nueva gira, llamada In Real Life Worldwide Tour, donde repasarán todos los éxitos del grupo que fueron tocadas en la serie de televisión, y varias sorpresas más todavía no anunciadas.
Para este tour fueron invitados dos actores de la serie Big Time Rush, como son Stephen Kramer Glickman (Gustavo Rocque) y Katelyn Tarver (Jo Taylor).

## Participación en la TV
Han hecho varias apariciones en programas de TV, de entrevistas y concursos.
| Participación en la TV | Participación en la TV      | Participación en la TV                                        | Participación en la TV |
| Año                    | Título                      | Personaje                                                     | Papel                  |
| ---------------------- | --------------------------- | ------------------------------------------------------------- | ---------------------- |
| 2009—2013              | Big Time Rush               | Kendall Knight, James Diamond, Logan Mitchell y Carlos García | Protagonistas          |
| 2011                   | BrainSurge                  | Ellos mismos                                                  | Invitados              |
| 2012                   | Big Time Movie              | Kendall Knight, James Diamond, Logan Mitchell y Carlos García | Protagonistas          |
| 2012                   | How to Rock                 | Ellos mismos                                                  | Invitados              |
| 2012                   | Figure It Out               | Ellos mismos                                                  | Invitados              |
| 2012                   | The Ellen DeGeneres Show    | Ellos mismos                                                  | Invitados              |
| 2013                   | Marvin Marvin               | Ellos mismos                                                  | Invitados              |
| 2015                   | Los Pingüinos de Madagascar | Castores (con los mismos nombres)                             | Invitados              |

## Discografía
- 2010: B.T.R.[47]
- 2011: Elevate[48]
- 2013: 24/Seven[49]
- 2023: Another Life[50]

## Nickelodeon Kids Choice Awards

### Kids Choice Awards Estados Unidos
| Año  | Categoría              | ganadores     | Resultado |
| ---- | ---------------------- | ------------- | --------- |
| 2011 | Grupo Musical Favorito | Big Time Rush | Nominados |
| 2012 | Grupo Musical Favorito | Big Time Rush | Ganadores |
| 2013 | Grupo Musical Favorito | Big Time Rush | Nominados |

### Kids Choice Awards México
| Año  | Categoría                              | ganadores     | Resultado |
| ---- | -------------------------------------- | ------------- | --------- |
| 2014 | Artista o Grupo Internacional Favorito | Big Time Rush | Nominados |
| 2014 | Programa Internacional Favorito        | Big Time Rush | Ganadores |

| Año  | Categoría                      | ganadores     | Resultado |
| ---- | ------------------------------ | ------------- | --------- |
| 2011 | Artista Internacional Favorito | Big Time Rush | Ganadores |
| 2012 | Artista Internacional Favorito | Big Time Rush | Nominados |
| 2013 | Artista Internacional Favorito | Big Time Rush | Ganadores |

### Kids Choice Awards Argentina
| Año    | Categoría                                                    | ganadores     | Resultado |
| ------ | ------------------------------------------------------------ | ------------- | --------- |
| 2011   | Cantante Internacional Favorito                              | Big Time Rush | Nominados |
| 2011   | Canción Favorita                                             | Boyfriend     | Ganadores |
| 2012/3 | Artista o Grupo Internacional y Mejor Programa Internacional | Big Time Rush | Ganadores |

### Kids Choice Awards Australia
| Año  | Categoría                    | ganadores     | Resultado |
| ---- | ---------------------------- | ------------- | --------- |
| 2010 | Banda Internacional Favorita | Big Time Rush | Nominados |
| 2011 | Chico Más Atractivo          | Big Time Rush | Nominados |